# Lechauen zwischen Königsbrunn und Augsburg
Lechauen zwischen Königsbrunn und Augsburg este o arie protejată (arie specială de conservare — SAC, sit de importanță comunitară — SCI) din Germania întinsă pe o suprafață de 2.307,99 ha, integral pe uscat.

## Localizare
Centrul sitului Lechauen zwischen Königsbrunn und Augsburg este situat la coordonatele 48°18′19″N 10°55′44″E / 48.3053°N 10.9289°E.

## Înființare
Situl Lechauen zwischen Königsbrunn und Augsburg a fost declarat sit de importanță comunitară în noiembrie 2004 pentru a proteja 2 specii de plante și 5 specii de animale. Situl a fost protejat și ca arie specială de conservare în aprilie 2016.

## Biodiversitate
Situată în ecoregiunea continentală, aria protejată conține 10 habitate naturale: Ape puternic oligomezotrofe cu vegetație bentonică cu Chara spp., Râuri de munte și vegetația lor lemnoasă cu Salix elaeagnos, Cursuri de apă de la nivel de câmpie la nivel montan, cu vegetație Ranunculion fluitantis și Callitricho-Batrachion, Pajiști uscate seminaturale și facies de acoperire cu tufișuri pe substraturi calcaroase (Festuco-Brometalia) (* situri importante pentru orhidee), Pajiști uscate seminaturale și facies de acoperire cu tufișuri pe substraturi calcaroase (Festuco-Brometalia) (* situri importante pentru orhidee), Pajiști cu Molinia pe soluri calcaroase, turboase sau argilos-nămoloase (Molinion caeruleae), Liziere de ierburi înalte hidrofile de câmpie și de nivel montan până la alpin, Fânețe de joasă altitudine (Alopecurus pratensis, Sanguisorba officinalis), Mlaștini alcaline, Păduri aluvionare cu Alnus glutinosa și Fraxinus excelsior (Alno-Padion, Alnion incanae, Salicion albae).
La baza desemnării sitului se află mai multe specii protejate:
- plante (2): papucul doamnei (Cypripedium calceolus), Gladiolus palustris
- mamifere (1): castor (Castor fiber)
- nevertebrate (3): phengaris nausithous (Maculinea nausithous), Ophiogomphus cecilia, Vertigo angustior
- pești (1): lostriță (Hucho hucho)